# 안동 김자수 효자비
안동 김자수 효자비(안동 김자수 孝子碑)는 경상북도 안동시 안기동에 있는 고려시대의 효자비이다. 1973년 8월 31일 경상북도의 유형문화재 제38호로 지정되었다.

## 개요
고려 후기의 충신이자 효자인 김자수(1351∼1413) 선생의 효행을 기리고 있는 비이다.
김자수 선생은 공민왕 23년(1374) 문과에 급제하여 성균 대사성을 거쳐 좌상시에까지 그 벼슬이 이르렀다. 성균관에 들어간지 1년이 못되어 어머니 손씨부인이 돌아가시자 3년 동안 묘곁을 지성으로 지켰다. 사람들은 그가 시묘살이 하던 곳을 ‘시묘골’이라 부르며 그의 효행을 칭송하였다 한다.
비각안에 놓여 있는 비는 공양왕(재위 1389∼1392) 때에 건립된 것이다. 비몸에는 ‘효자 고려도관찰사 김자수지리’라고 쓰여 있으며 뒷면에는 그의 행적과 효행사에 관한 내용이 기록되어 있다. 안동댐 수몰로 인해 안동군 임하면 노산동에서 1973년 지금의 자리로 옮겨 세웠다.

## 참고 자료
- 효자비 - 국가유산청 국가유산포털